# Nervio femoral
El nervio femoral o crural, constituye, con el nervio obturador, las ramas terminales del plexo lumbar. Es la rama más voluminosa del plexo lumbar. Proporciona la sensibilidad a la piel de la parte anterior del muslo y de la parte anterior y medial de la pierna. Es el nervio de la extensión de la pierna, pues, inerva a los músculos cuádriceps y sartorio.

## En el abdomen y pelvis
Se origina a partir de las ramas anteriores de los nervios lumbares 2.º, 3.º y 4.º que convergen entre sí y se reúnen en el espesor del músculo  psoas mayor, emergiendo después de la parte inferior del borde lateral del músculo. Desciende entre el  psoas y el músculo iliaco, por dentro de la fascia iliaca. En su trayecto dentro de la cavidad abdominopelviana da origen a dos de sus tres ramos colaterales:
- Nervio del iliopsoas
- Nervio del pectíneo

## En el miembro inferior
Debajo del ligamento inguinal, el nervio se sitúa delante y medialmente al iliopsoas. Medialmente la cintilla iliopúbica lo separa de la arteria femoral. En su trayecto después  de salir de la pelvis, envía ramos colaterales vasculares  a la arteria femoral. Finalmente, el nervio crural se divide en sus cuatro ramas terminales:

### Nervio cutáneo anterior lateral
Antes musculocutáneo externo, ramo superficial y lateral, se dirige hacia abajo entre el iliopsoas y el sartorio. Se divide en ramos musculares y cutáneos.
- Musculares: Para el sartorio
- Cutáneos: 
  - Nervio perforante superior: perfora el sartorio por su tercio superior y luego la fascia lata para distribuirse en la piel del muslo
  - Nervio perforante inferior: perfora al sartorio por su tercio medio y luego la fascia lata para distribuirse en la piel del muslo
  - Accesorio del safeno: se divide luego de su origen en un ramo superficial, satélite de la vena safena magna y en un ramo profundo

### Nervio cutáneo anterior medial
Antes musculocutáneointerno, ramo superficial y medial, se dirige oblicuo hacia abajo y medialmente. Se divide en ramos que atraviesan la vaina de los vasos femorales, pasando unos por delante y otros por detrás de la arteria para llegar a su diana.
Musculares: músculo pectíneo
Cutáneos: piel, parte superior y medial del muslo

### Nervio del cuádriceps femoral
Rama profunda y lateral, se divide en cuatro ramos, una para cada una de las cuatro cabezas del músculo extensor de la pierna. 
La rama del músculo recto femoral entra por la parte superior de la superficie profunda del músculo y desprende una rama hacia la articulación de la cadera.
La rama del músculo vasto lateral, de gran tamaño. De esta rama se desprende un filamento hacia la articulación de la rodilla.
La rama del músculo vasto medial proporciona además un filete óseo para el fémur, filetes periósticos y articulares. 
La rama del músculo vasto intermedio manda filetes para el músculo articular de la rodilla y para la sinovial de la rodilla.

### Nervio safeno
Antes safeno interno, rama profunda y medial, desde su origen se dirige abajo y medialmente, lateral a la vaina de los vasos femorales. Se introduce en la vaina en su tercio medio y acompaña a los vasos femorales hasta el hiato aductor. En este trayecto, filetes abandonan el nervio perforando la fascia lata para dirigirse a la piel de la parte inferior y posterior del muslo y a la rodilla. Emerge del conducto aductor de Hunter con la arteria descendente de la rodilla y da sus ramos terminales:
- Ramo infrarrotuliano: piel de la región rotuliana, perfora el sartorio, convirtiéndolo en el 3.er nervio perforante.
- Ramos cutáneos mediales de la pierna o tibial: continúan al nervio, perforan la fascia y siguen a la vena safena magna hasta el tobillo, dejando a su paso filetes para la piel de la mitad medial de la pierna, pudiendo llegar hasta el pie, y para la articulación tibiotarsiana.

## Imágenes adicionales

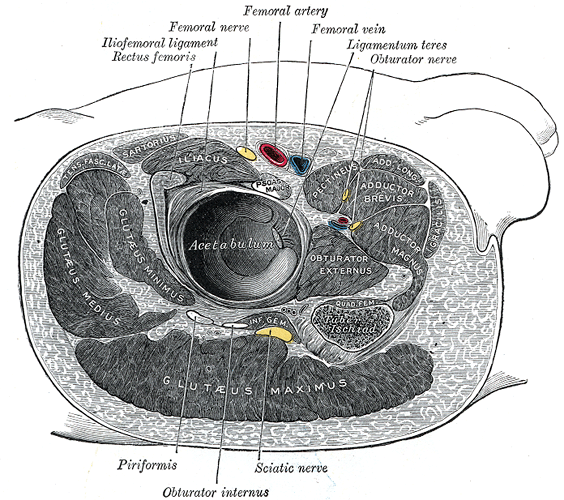
Estructuras alrededor de la articulación de la cadera derecha.
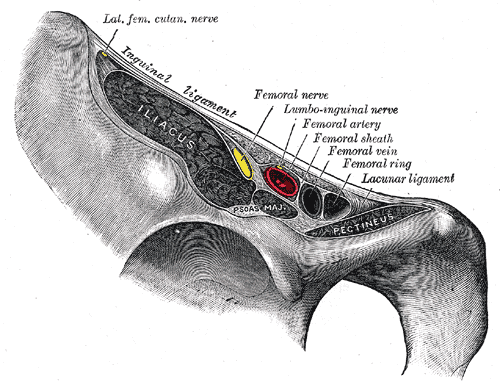
Estructuras que pasan la parte posterior del ligamento inguinal.
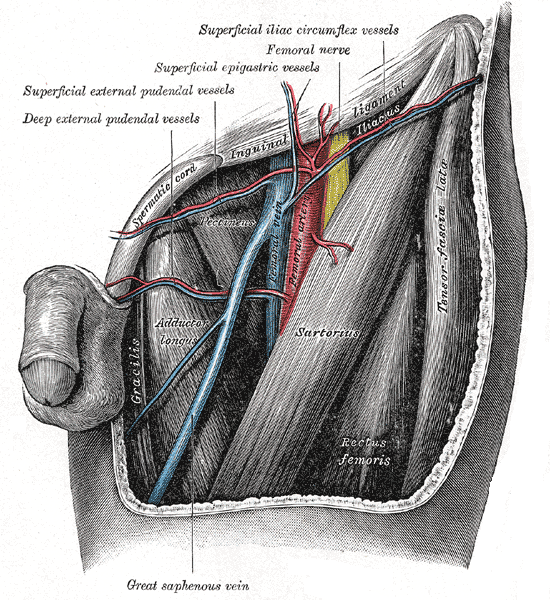
Triángulo femoral izquierdo.
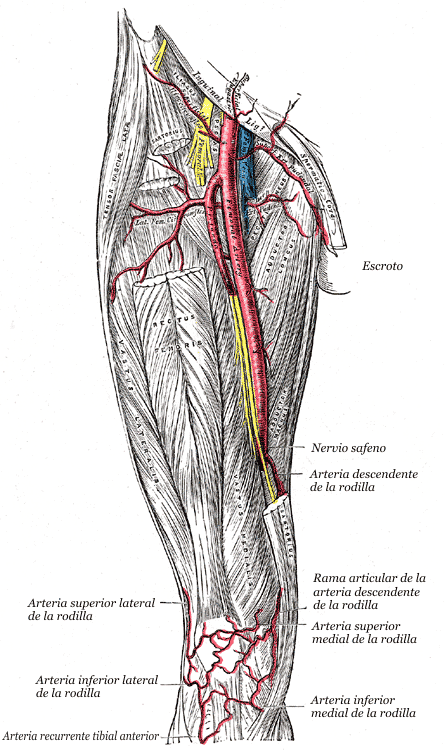
Arteria femoral.
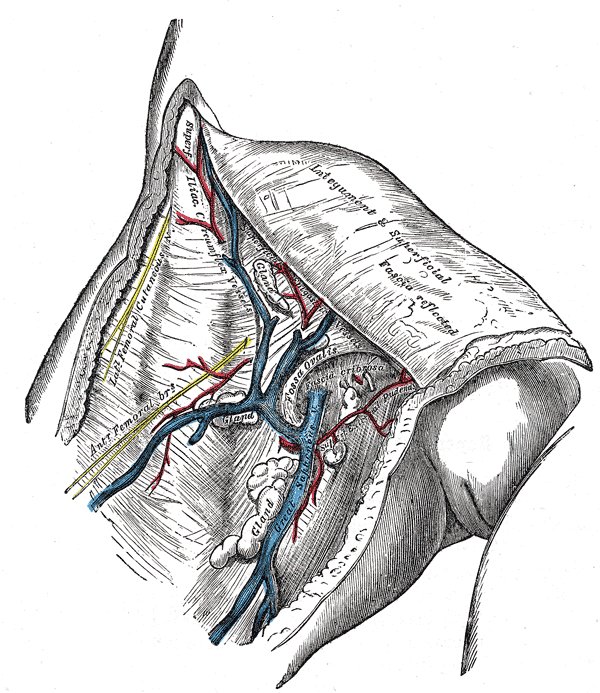
Gran vena safena y sus tributarias en la fosa oval.
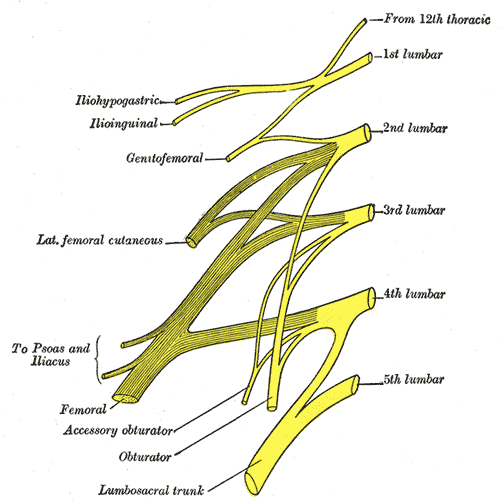
Plano del plexo lumbar.
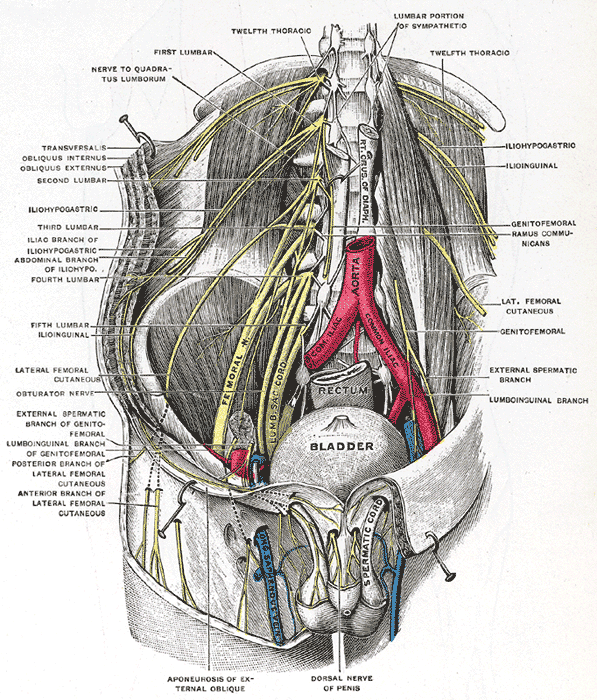
Disección superficial y profunda del plexo lumbar.
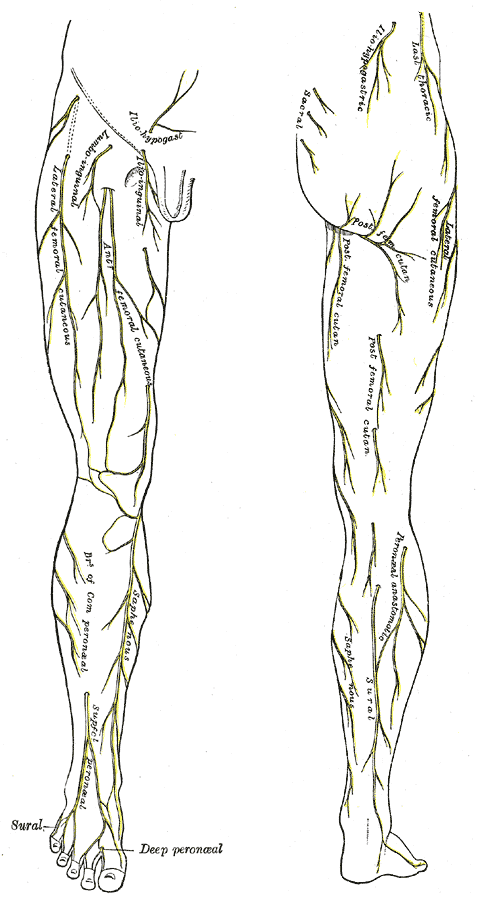
Nervios cutáneos del miembro inferior derecha. Vistas frontal y posterior.
Nervios cutáneos del miembro inferior derecha. Vistas frontal y posterior.
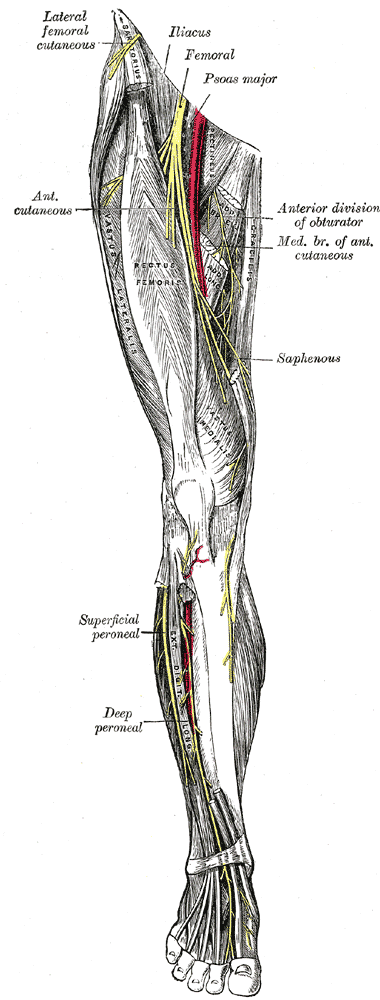
Nervios de la extremidad inferior derecha. Vista anterior.
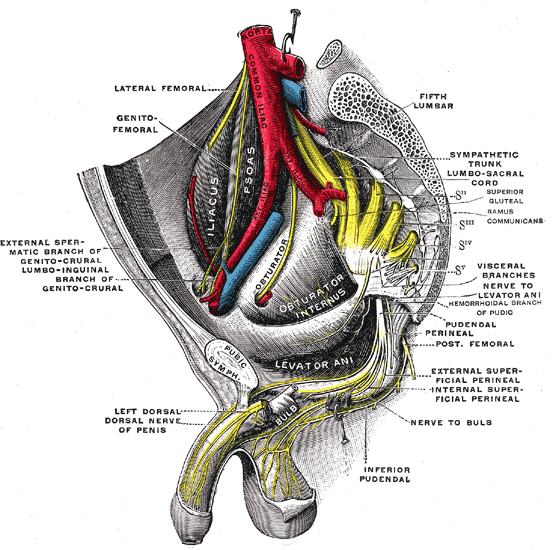
Plexo sacro del lado derecho.
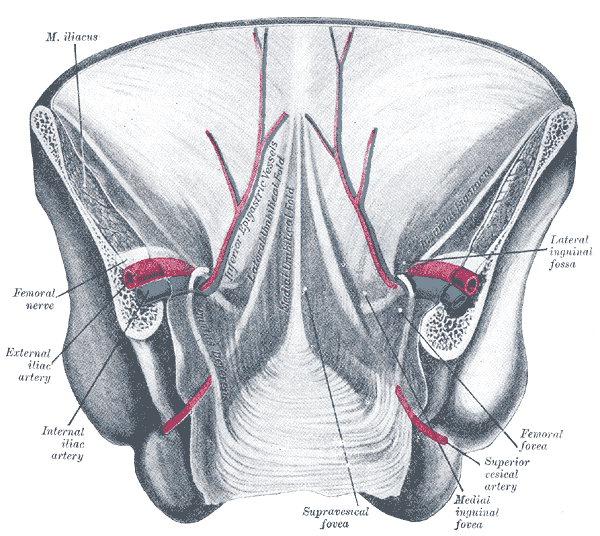
Vista posterior de la mitad inferior de la pared abdominal anterior. El peritoneo esta en su lugar y varios cordones se resaltan.
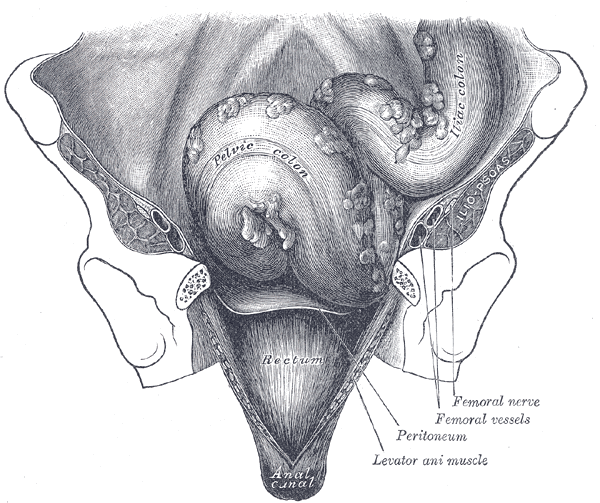
Partes del colon y recto visto de frente, después de retirar los huesos púbicos y la vejiga.
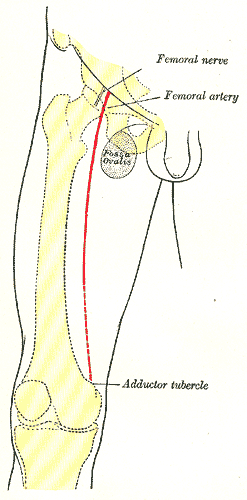
Vista frontal del muslo izquierdo, mostrando la silueta de los huesos, la arteria y nervio femoral.